# 문학림
문학림(文學林, 1949년 1월 2일 ~ )은 대한민국의 제7대 제주도 제주시의원이다.

## 학력
- 제주서초등학교 졸업
- 제주중학교 졸업
- 제주제일고등학교 졸업
- 방송통신대학교 행정학과 학사 졸업

### 비학위 수료
- 제주대학교 산업대학원 토목공학과 석사과정 수료

## 경력
- 제주시청 문화공보실장
- 제주시청 산업과장
- 제주도청 노정계장
- 이도1동 새마을금고 회장
- 근대5종 제주도연맹회장
- 강성문씨종친회 제주도 청년회장
- 제주중학교 총동창회 부회장
- 제주제일고등학교 총동창회 부회장
- 한국방송통신대학교 제주지역대학 학생회장
- 민주평화통일자문회의 제주시협의회 간사
- 2004.06 ~ 2006.06 제7대 제주도 제주시의회 의원
- 2004.07 ~ 2006.06 제7대 제주도 제주시의회 후반기 운영위원회 위원장

## 역대 선거 결과
|  | 23.88% |

|  | 36.80% |

|  | 62.2% |

|  | 40.35% |